# 亘理郡
亘理郡（日语：／ Watari gun */?）是宮城縣的一郡。人口53,076人、面積137.69 km²（2003年）。
現轄有以下2町。
- 亘理町
- 山元町

## 沿革
- 1889年4月1日 町村制施行（1町5村）
  - 亘理町、荒濱村、吉田村、逢隈村 （亘理町）
  - 山下村、坂元村 （山元町）
- 1943年4月29日 荒濱村町制施行，升格為荒濱町。（2町4村）
- 1955年2月1日 （2町）
  - 亘理町、荒浜町、吉田村、逢隈村合併為亘理町。
  - 山下村、坂元村合併為山元町。